# Howl (película)
Howl es una película del año 2010 de cine experimental estadounidense que muestra la presentación en la Six Gallery del poema Howl de Allen Ginsberg que fue la primera manifestación importante al público de la Generación Beat, y ayudó a anunciar la revolución literaria de la costa oeste que se conoció como el Renacimiento de San Francisco.
Su influencia social comportó controversia entre los sectores más conservadores celebrándose un juicio por obscenidad en 1957. La película está escrita y dirigida por Rob Epstein y Jeffrey Friedman y protagonizada por James Franco como Ginsberg.

## Argumento
Howl explora la vida y obra de Allen Ginsberg, poeta estadounidense del siglo XX. Construida en una forma no lineal, la película yuxtapone acontecimientos históricos con una gran variedad de técnicas cinematográficas. Se reconstruye la vida de Ginsberg durante los años 1940 y 1950 (según lo retratado por James Franco). También revive la presentación de Howl en la Six Gallery el 7 de octubre de 1955 en blanco y negro. La lectura de Howl fue la primera manifestación importante al público de la Generación Beat, y ayudó a anunciar la revolución literaria de la costa oeste que se conoció como el Renacimiento de San Francisco. Además, algunas partes del poema se interpretan a través de secuencias animadas. Finalmente, estos eventos se yuxtaponen con imágenes en color del juicio por obscenidad celebrado en 1957 en San Francisco, contra el poeta y el cofundador de City Lights Bookstore Lawrence Ferlinghetti que fue la primera en publicar "Howl" con el nombre de Howl and Other Poems.

## Reparto
- James Franco como Allen Ginsberg, una figura central de la Generación beat.
- Aaron Tveit como Peter Orlovsky, el poeta compatriota y compañero de Ginsberg vida durante más de cuarenta años.
- Jon Hamm como Jake Ehrlich, abogado defensor de Ginsberg, cuyo lema fue "No se declara culpable" y cuya vida inspiró la serie de televisión Perry Mason.
- David Strathairn como Ralph McIntosh, fiscal.
- Alessandro Nivola como Luther Nichols, crítico literario y editor San Francisco Chronicle.
- Mary-Louise Parker como Gail Potter, personalidad de radio y testigo de la acusación.
- Bob Balaban como el juez Clayton W. Horn.
- Jeff Daniels como el profesor David Kirk.
- Jon Prescott como Neal Cassady.
- Treat Williams como Mark Schorer.
- Todd Rotondi como Jack Kerouac.
- Andrew Rogers y Lawrence Ferlinghetti.

- Datos: Q1632040